# Oskar Regele
Oskar Regele (* 7. Juli 1890 in Pettau, Österreich-Ungarn; † 1. Februar 1969 in Wien) war ein österreichischer Offizier, Militärhistoriker und -schriftsteller. Er war nach 1945 Leiter des Wiener Kriegsarchivs und 1955 zugleich Generaldirektor des Österreichischen Staatsarchivs sowie von 1952 bis 1963 Gründungspräsident der Österreichischen Kommission für Militärgeschichte. Freundschaftlich mit Emil Liebitzky verbunden, hatte er einen nicht unwesentlichen Anteil an der Konzeption des neuen Bundesheeres. Für seine Verdienste wurde er u. a. Ehrenpräsident der Commission Internationale d’Histoire Militaire, deren Vorstand er von 1960 bis 1965 angehörte.

## Leben
Regele wurde 1890 als Sohn des k.u.k. Offiziers (Oberst) Albin Regele und dessen Frau Christine, geb. von Wolfel, in der damaligen südlichen Steiermark (heute Slowenien) geboren.
Nach der Gymnasialmatura besuchte er die k.u.k. Technische Militärakademie in Mödling und wurde 1912 als Leutnant zum Pionierbataillon Nr. 1 der Gemeinsamen Armee ausgemustert. Von 1914 bis zur Kriegsgefangenschaft 1918 leistete der anfangs Vierundzwanzigjährige als Pionieroffizier Kriegsdienst an der Ostfront (serbische, russische und rumänische) und der italienischen Front, zuletzt im Dienstgrad eines Hauptmanns (ab Mai 1918). Er erhielt sieben Schwerterauszeichnungen und wurde verwundet.
Ab 1918 studierte er Staatswissenschaften an der Universität Wien, 1925 wurde er mit der Dissertation Staatsverfassung und Wehrverfassung. Fragen der Wehrpolitik zum Dr. rer. pol. promoviert. Bereits 1920 wurde er in das Bundesheer übernommen und machte dort Karriere. Im Jahre 1925 absolvierte er die Fachprüfung für den höheren militärischen Dienst (Generalstabsdienst). Im Anschluss lehrte er an Waffenschulen und bei Offizierkursen und war beim Brigadekommando in St. Pölten tätig. Ab Januar 1928 wurde er Pressereferent in der Adjutantur des durch den Christsozialen Carl Vaugoin geleiteten Bundesministeriums für Heereswesen in Wien. Ein Jahr später erfolgte die Beförderung zum Oberstleutnant. 1932/33 wechselte er in den Truppendienst, er war u. a. Kommandant eines Feldjägerbataillons zu Fuß. Von Juni 1933 bis 1937 war er während der Amtszeiten von Leopold Hennet und Odo Neustädter-Stürmer österreichischer Militärattaché für Ungarn und Rumänien in Budapest; 1933 erfolgte die Beförderung zum Oberst. Diese Zeit habe sein späteres Interesse an militärisch-diplomatischen Fragestellungen geweckt. 1936 soll er das illegale NSDAP-Mitglied Lothar Rendulic, Kommandant der Schnellen Brigade in Wien, denunziert haben, was ihm möglicherweise durch die Nazis später negativ ausgelegt wurde. Im August 1937 kam er in die Nachrichtenabteilung des Bundesministeriums für Landesverteidigung, die seinerzeit von Generalmajor Franz Böhme geleitet wurde. Dort fungierte er als Stellvertreter des Abteilungsvorstandes.
Nach dem „Anschluss“ Österreichs im März 1938 wurde er – obwohl zum April 1938 als Militärakademiekommandant in Wiener Neustadt vorgesehen – wegen seiner antinationalsozialistischen Gesinnung bzw. wegen seiner Befürwortung des Ständestaates nicht in die Deutsche Wehrmacht übernommen und zwangsweise im April 1938 pensioniert. In der Praxis stufte ihn die sogenannte „Muff-Kommission“ auf Grundlage einer negativen Beurteilung Generalmajors Emmerich von Nagy – der 1935 wegen seiner nationalsozialistischen Gesinnung entlassen worden war und 1938 reaktiviert wurde – als „stark belastet“ (Gruppe 1) ein, was ein Uniformtrageverbot und die unverzügliche Entlassung mit sich brachte. Ihn ereilte seinerzeit ein ähnliches Schicksal wie die Offiziere Emil Liebitzky, Wilhelm Neugebauer und Theodor Iglseder, nach 1945 allesamt am Wiederaufbau des Bundesheeres beteiligt.
Nach der Zwangspensionierung wurde seine ökonomische Lage zunehmend bedrückend. 1940 bemühte er sich erfolglos um Reaktivierung als Offizier. Im November 1941 wurde er mit Unterstützung von Jaromir Diakow freiwilliger Mitarbeiter, betraut mit der Geschichtsschreibung der österreichisch-ungarischen Luftstreitkräfte, beim Teilkommando Wien der 8. Abteilung des Generalstabes der Luftwaffe der Wehrmacht (Luftfahrtarchiv), wo er bis 1944 tätig war (offiziell bis April 1945). Eine wenig später angestrebte Indienststellung beim Wiener Kriegsarchiv scheiterte. Im Herbst 1944 knüpfte er erste Kontakte – erneut im Frühjahr 1945 – zu ehemaligen Bundesheeroffizieren um den ehemaligen General der Infanterie Eugen Luschinsky. Er schloss sich dann, wenn auch vergleichsweise spät, der überparteilichen österreichischen Widerstandsgruppe O5 an.
Nach dem Zweiten Weltkrieg trat Regele, der ursprünglich um Aufnahme in die Österreichische Nationalbibliothek bat, in den wissenschaftlichen Dienst des Österreichischen Staatsarchivs ein, wobei im April/Mai 1945 dort eine Desorganisation zu verzeichnen war. Von Oktober 1945 bis Februar 1946 war er zwischenzeitlich provisorischer Generalsekretär der Österreichischen Gesellschaft vom Roten Kreuz. Nachdem er 1945 bereits kurzzeitig kommissarischer Leiter war, wurde er im Mai 1946 – Leopold Figl (ÖVP) war gerade zum Bundeskanzler gewählt worden – als Nachfolger von Josef Mündl definitiver Leiter des Wiener Kriegsarchivs, seit 1945 Teil des Österreichischen Staatsarchivs. 1948 erfolgte die Ernennung zum wirklichen Hofrat. Maßgeblich war ihm der Wiederaufbau des Archivs in räumlich-organisatorischer und dokumentarischer Hinsicht zuzuschreiben, auch vertrat er das Archiv bei einem internationalen Kongress in Den Haag. Es wurden entsprechende Räumlichkeiten u. a. zu Franz Conrad von Hötzendorf, Wilhelm von Tegetthoff, Julius von Payer/Carl Weyprecht und Franz von Hauslab etabliert, auch ein überschaubares Luftfahrtmuseum wurde eingerichtet. Die Relevanz der Schauräume nahm jedoch nach seiner Amtszeit wieder ab. Im September 1947 wurde eine erste allgemeine Bestandsübersicht vorgelegt, ein zweibändiges Inventar erschien dann 1953. Außerdem initiierte er u. a. ein Conrad-Archiv. Anfang 1955 wurde Regele parallel interimistischer Generaldirektor des Staatsarchivs, am Ende des Jahres trat er in den Ruhestand.
In Konflikt geriet der ehrgeizige Regele u. a. mit den Archivaren Walther Heydendorff, Walter Nemetz und Rudolf Kiszling (in der Zeit des Nationalsozialismus Amtsvorgänger von Regele), mit Joseph Sokoll hingegen harmonierte Regele, der wohl auch zu seinem Nachfolger auserkoren war. Nemetz’ öffentliche Kritik an Regele wurde bei den Alliierten verworfen: Die Einschätzung war, Nemetz wollte lediglich selbst Archivdirektor werden, letztlich verließ er das Kriegsarchiv aus eigenen Stücken. Kiszling galt als politisch belastet und wurde von Regele mit einem „Hausverbot“ (1946) belegt, was zu weiteren Spannungen führen sollte.
Mit Ende seiner, auch Kriegsarchiv intern nicht unumstrittenen, eher auf „Militarisierung“ und altösterreichische Würdigungen setzenden Direktion „war die Zeit der Darstellung von kriegerischen und militärpolitischen Ereignissen und Zuständen, verfasst im Dienste des Staates und seiner Armee, also einer sogenannten ‚amtlichen‘ Geschichtsschreibung, vorläufig abschlossen“, wie Broucek ausführte. Später merkte Broucek an, dass die Leitung der durch Regele initiierten Militärgeschichtsschreibung „nicht frei von nur patriotischen Überzeugungen“ gewesen sei. Michael Hochedlinger sprach von einer „merkwürdig rückwärtsgewandte[n] und verklärende[n] Musealisierung“ im Kriegsarchiv, wodurch „Propaganda“ für die k.u.k. Armee gemacht worden sei.
Eine nun angestrengte Habilitation Regeles wurde sowohl an der Philosophischen als auch an der Juridischen Fakultät abgewiesen, stattdessen holte der Ordinarius Hugo Hantsch (Lehrer von Ludwig Jedlicka, mit dem sich Regele ebenfalls überwarf) den ehemaligen NSDAP-Parteigänger Ferdinand Stöller an den Lehrkörper zurück, der zuvor von Regele im Kriegsarchiv in den Ruhestand versetzt worden war; gleichwohl verhinderte Hantsch den Ausschluss Regeles von der Wiener Katholischen Akademie.
Regele blieb Liebitzky auch nach 1945 freundschaftlich verbunden. Er war in der Folge „maßgeblich“ an den Vorbereitungen zum Wiederaufbau des Bundesheeres beteiligt und trat konzeptionell hervor. Walter Blasi gilt er als „Ideologe“ hinter Liebitzkys Plänen, eine Art „Spiritus rector“ der neuen Landesverteidigung. Für Liebitzky arbeitete er beispielsweise 1953 ein Programm für die Militärakademie aus. Regele befürwortete aus finanziellen Überlegungen heraus die allgemeine Wehrpflicht. Anfangs von einer zukünftigen Personalpolitik angetan, die nur Offiziere, welche mit dem Nationalsozialismus in Konflikt geraten waren, mit einbeziehen sollte, befürwortete er später eine Integration bis zum Dienstgrad eines Oberstleutnants der Wehrmacht. Regele war zudem ein Gegner von Paramilitarismus und eines politischen Heeres, die Einbindung Österreichs in die Vereinten Nationen sollte die alliierte Besatzung überflüssig machen. Einige seiner Ideen wurden Teilbestandteil der Entwürfe der christdemokratischen Österreichischen Volkspartei (ÖVP) zum Wehrgesetz. Regele, der den Dienstgrad eines Generalmajors der Reserve des österreichischen Bundesheeres bekleidete, war zuletzt Verbandsbeirat für wehrwissenschaftliche Angelegenheiten der Österreichischen Offiziersgesellschaft (ab 1960). Sein Anstoß, Offizieren ein Geschichtsstudium zu ermöglichen, scheiterte 1962. Zuvor, 1955, waren er und Liebitzky bereits mit der Einrichtung einer „Lehrkanzel für Landesverteidigung“ nicht erfolgreich gewesen.
Er beschäftigte sich insbesondere mit (Militär-)Geschichte, Geographie, Wehrpolitik und Staatswissenschaften, bereits 1928/29 erhielt er erste bzw. zweite Preise bei Internationalen Militärwissenschaftlichen Preisausschreiben in Rom. Er war in den 1950er Jahren für das Polararchiv in Kiel, die Heraldisch-Genealogische Gesellschaft „Adler“ und die Geographischen Gesellschaft Wien aktiv, weiterhin war er ordentliches Mitglied der Wiener Katholischen Akademie und Mitglied des katholischen Deutschen Ordens.
Von 1952 bis 1963 war er Gründungspräsident der seinerzeit nur aus Offizieren bestehenden Österreichischen Kommission für Militärgeschichte, die er auch international verankern sollte; sein Nachfolger wurde der einst durch ihn mitgeförderte Johann Christoph Allmayer-Beck. Regele war dann Delegierter bei den Internationalen Historikerkongressen des Comité International des Sciences Historiques in Rom (X., 1955), Stockholm (XI., 1960) und Wien (XII., 1965). Ferner wirkte er als österreichischer Vertreter bei der Commission Internationale d’Histoire Militaire, von 1960 bis 1965 als Vizepräsident und 1965 in der Nachfolge des erkrankten Jan Willem Wijn aus den Niederlanden als amtierender Präsident. Danach wurde er – sein Nachfolger war Henry Contamine aus Frankreich – wegen seiner Verdienste zum Ehrenpräsidenten der Kommission gewählt.
Regele war ab 1928 mit Anna Maria, geb. Gräfin Scapinelli di Léguigno (* 1905), verheiratet. Nach langer Krankheit verstarb er 1969 in Wien. Er wurde am Wiener Zentralfriedhof bestattet. In einem Nachruf befand Johann Christoph Allmayer-Beck, dass Regele sowohl ein „vorbildlicher Offizier“ und „pflichtbewußter Beamter“ als auch „leidenschaftlicher […] Historiker“ gewesen sei; er war für Österreich und „seine alte Armee“ doch „engagiert“.

## Publizistik
Regele verantwortete zahlreiche Arbeiten: Als erstes echtes eigenständiges Werk (1925) gilt Kampf um Flüsse: Beiträge aus dem Kriege 1914–1918. Er machte sich bereits Anfang der 1930er Jahre mit etlichen kleineren militärwissenschaftlichen Publikationen einen „guten Namen“. Insbesondere veröffentlichte er in dieser Zeit Artikel in europäischen Militärfachzeitschriften wie Militärwissenschaftliche Mitteilungen, Österreichische Wehrzeitung und Militär-Wochenblatt.
Nach 1945 trat er als Autor der Mitteilungen des Österreichischen Staatsarchivs in Erscheinung. Darüber hinaus publizierte er in Publikumszeitungen wie Die Furche, Wiener Zeitung und Die österreichische Nation, aber auch in Vereinsorganen wie Revue Internationale d'Histoire Militaire, Der Donauraum, Blätter für Technikgeschichte und Der Globenfreund. Hinzu kommen unzählige Rezensionen in unterschiedlichen Zeitschriften und Beiträge in Mitteilungsblättern.
Er war „bei weitem“ der schriftstellerisch „Produktivste“. Erik Arnberger wies Regeles Beiträge zur Geschichte der staatlichen Landesaufnahme und Kartographie in Österreich bis zum Jahre 1918 (1955) als gute Überblicksdarstellung zum Thema aus.
Regele verfasste in den 1950er und 1960er Jahren eine „Trilogie“ über die Generalstabschefs Josef Wenzel Radetzky von Radetz, Ludwig von Benedek und Franz Conrad von Hötzendorf. Seine Biographien seien zwar nicht „abschließend“, man müsse sie jedoch nach Johann Christoph Allmayer-Beck „berücksichtigen“.
Regeles in seinem letzten Dienstjahr begonnene und 1955 erschienene Biografie über Conrad von Hötzendorf – unter dem er selbst diente – wird in der Forschung als tendenziell apologetisch oder hagiographisch eingestuft. Nach Fritz Fellner (1965) zeige die Studie, wie ein von Conrad von Hötzendorf in seinen Memoiren geschaffenes Bild Einfluss auf österreichische Militärhistoriker nehme. Bemerkenswert ist, dass Regeles „Intimfeind“ Walther Heydendorff, mittlerweile im Haus-, Hof- und Staatsarchiv beschäftigt, 1956 eine „vernichtende Rezension“ in den Mitteilungen des Österreichischen Staatsarchivs bekannt machen durfte.
Sein Werk zu Radetzky (1957) gilt als „bis heute gültige[s] Standardwerk“ (Peter Csendes/Helmuth Größing). Es sei nach Heinrich Benedikt eine „kriegswissenschaftliche Würdigung Radetzkys“ mit „aufschlussreichen Exkursen“, wenngleich seine Hingabe zur österreichischen Militärtradition fallweise zu weit gehe, wie Hans Kohn bemerkt. Hans Frick sieht die Biographie „sorgfältig dokumentiert“, sie biete „wertvolle[] Aufschlüsse“, die über bloße Lebensschilderungen hinausgehen. Für Eberhard Birk sei die Biographie wegen des „Perspektiven- und Quellenreichtums […] nach wie vor unverzichtbar“. Das Buch informiere „umfassend“, wie Bernhard R. Kroener anmerkt. Alan Sked rechnet es zu den deutschsprachigen Schlüsselwerken.
Seine Arbeit zu Benedek (1960) biete laut Benedikt eine „vollständige Kriegsgeschichte“ und verzichte auf „Heldenverehrung“. Für Walter Schaufelberger gelinge ihm „durch die umfassende Betrachtungsweise […] eine überzeugende Rehabilitierung des Feldherrn“. Regele zeichne „das Bild der österreichischen Kriegsgeschichte sorgsam und einfühlsam“ (Paul Sethe). Harry Kühnel, der Regele „zu den besten Kennern des franzisko-josephinischen Zeitalters“ rechnet, attestierte dem Autor eine „strenge[] Sachlichkeit“ und empfiehlt das Buch. Der Autor weise Benedek erfolgreich eine Mitschuld an den politischen Entwicklungen nach. Davon abweichend: Regeles These, nicht primär Benedek oder der österreichischen Armee sei die Niederlage im Deutschen Krieg zuzuschreiben, sondern weit mehr den Politikern und Diplomaten in Wien, wurde durch Geoffrey Wawro widersprochen. Regele führte damit nach Allmayer-Beck die monokausale Argumentation Hugo Kerchnawes fort.
Beiträge zum Amt des Generalstabschefs und zum zweiten Armeeoberkommando (AOK) folgten: Nach Benedikt fülle sein Handbuch Generalstabschefs aus vier Jahrhunderten (1966) „eine bisher bestehende Lücke in der Militärliteratur“ und biete überdies „einen Beitrag zum Verständnis der Geschichte Österreichs“.
Er war ferner Autor von Lexikonartikeln und Beiträgen in biographischen Sammelbänden u. a. Der große Herder, Neue Deutsche Biographie (von 1955 bis 1961), Österreichisches Biographisches Lexikon 1815–1950, Staatslexikon der Görres-Gesellschaft und Katholische Enzyklopädie für Japan.
In der Gesamtschau habe die österreichische Militärhistographie nach 1945 Regele „sehr viel zu verdanken“ (Peter Broucek/Kurt Peball). Gunther E. Rothenberg (1976) nannte Regele einen „Doyen“ der österreichischen Militärgeschichte.

## Auszeichnungen und Ehrungen
- 1918: Österreichischer Orden der Eisernen Krone[16] III. Klasse
- 2× Österreichisches Militärverdienstkreuz
- Stern von Rumänien (Kommandeur)
- Bulgarischer Militärorden für Tapferkeit (Offizier)
- Preußisches Eisernes Kreuz (1914)
- Ehrenzeichen für Verdienste um die Republik Österreich (Offizier und Kommandeur)
- 1963: Korrespondierendes Mitglied der Internationalen Coronelli-Gesellschaft für Globenkunde[16]
- 1965: Ehrenpräsident der Internationalen Kommission für Militärgeschichte[16]
- Österreichisches Ehrenkreuz für Wissenschaft und Kunst I. Klasse[65]

## Schriften (Auswahl)
- Staatsverfassung und Wehrverfassung: Fragen der Wehrpolitik. Eisenschmidt, Berlin 1925. (= zugl. Dissertation, Universität Wien, 1925)
- (Bearb. mit Rudolf Theiss): Die Radfahrtruppe: Nach Kriegserfahrungen. Eisenschmidt, Berlin 1925.
- Kampf um Flüsse: Beiträge aus dem Kriege 1914–1918. Eisenschmidt, Berlin 1925. (spanische Übersetzung 1931)
- mit Josef Hellrigl: Überlieferungspflege im Bundesheer. Durch die Jahrhunderte österreichischen Soldatentums. Hrsg. vom Österreichischen Bundesministerium des Heereswesen, Wien 1931.
- Kampf um die Donau 1916: Betrachtungen der Flußübergänge bei Flamanda und Sistow. Voggenreiter, Potsdam 1940.
- Der Österreichische Hofkriegsrat 1556–1848 (= Mitteilungen des Österreichischen Staatsarchivs. Ergänzungsband 1). Verlag der Österreichischen Staatsdruckerei, Wien 1949. Digitalisat
- Feldmarschall Conrad: Auftrag und Erfüllung, 1906–1918. Verlag Herold, Wien u. a. 1955.
- Beiträge zur Geschichte der staatlichen Landesaufnahme und Kartographie in Österreich bis zum Jahre 1918. Verlag Notring der wissenschaftlichen Verbände Österreichs, Wien 1955.
- Feldmarschall Radetzky: Leben, Leistung, Erbe. Verlag Herold, Wien u. a. 1957.
- Feldzeugmeister Benedek: Der Weg nach Königgrätz. Verlag Herold, Wien u. a. 1960.
- Taschenbuch der Militärgeschichte Österreichs. Fromme, Wien u. a. 1963.
- Generalstabschefs aus vier Jahrhunderten: Das Amt des Chefs des Generalstabes in der Donaumonarchie. Seine Träger und Organe von 1529–1918. Verlag Herold, Wien u. a. 1966.
- Gericht über Habsburgs Wehrmacht. Letzte Siege und Untergang unter dem Armee-Oberkommando Kaiser Karls I., Generaloberst Arz von Straussenburg. Verlag Herold, Wien u. a. 1968.